# Parides chabrias
Espèce
Parides  chabrias est une espèce d'insectes lépidoptères (papillons) de la famille des Papilionidae, de la sous-famille des Papilioninae, tribu des Troidini, sous-tribu des Troidina et du genre Parides.

## Dénomination
- Parides chabrias a été décrit par l'entomologiste britannique William Chapman Hewitson en 1852 sous le nom de Papilio chabrias[1].
- La localité type est l'état de l'Amazone au Brésil.

### Noms vernaculaires
Parides chabrias se nomme Chabrias Cattleheart en anglais.

## Taxinomie
Parides  chabrias sert de chef de file à un groupe de papillons qui porte son nom.
Groupe du chabrias
- Parides chabrias (Hewitson, 1852)
- Parides hahneli (Staudinger, 1882)
- Parides pizarro (Staudinger, 1884)
- Parides quadratus (Staudinger, 1890)
- Parides vercingetorix (Oberthür, 1888)

### Liste des sous-espèces
- Parides chabrias chabrias (Hewitson, 1852 ) ; présent au Venezuela, en Colombie, en Équateur, au Brésil et au Pérou.

Synonymie pour cette sous-espèce
Papilio nymphas (Grose-Smith, 1902)
- Parides chabrias maraojara; présent au Brésil
- Parides chabrias mithras; présent  au Venezuela, au Surinam, en Guyana et à confirmer en Guyane dans l'arrondissement de Saint-Laurent-du-Maroni[5]
- Parides chabrias ygdrasilla (Hemming, 1935) ; présent en Guyane et au Brésil[6]

Synonymie pour cette sous-espèce
Papillo triopas (Godart, 1819)
Parides triopas (Godart, 1819)
Papilio triopas trimaculatus (Krüger, 1934)

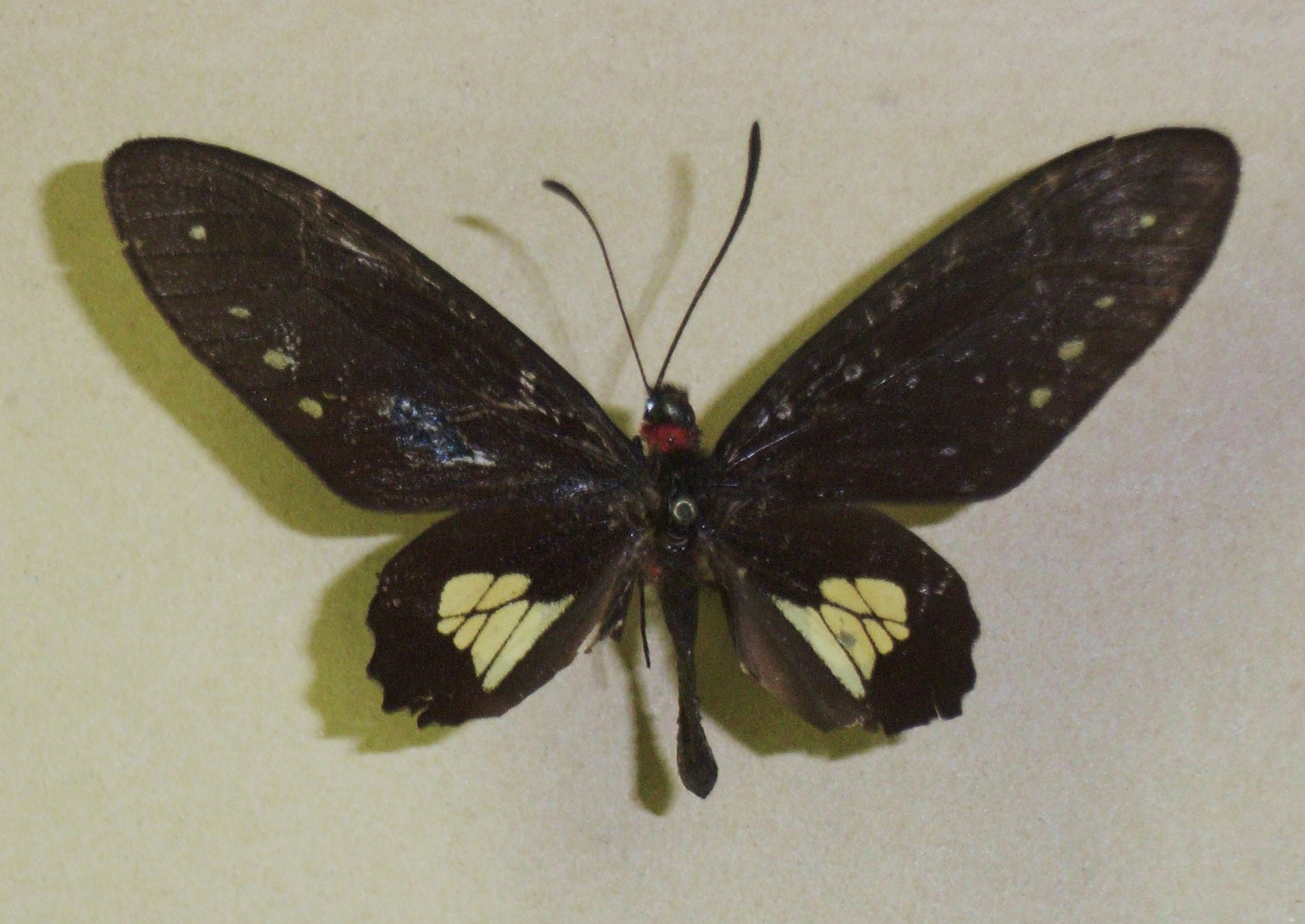
Parides chabrias ygdrasilla ♂
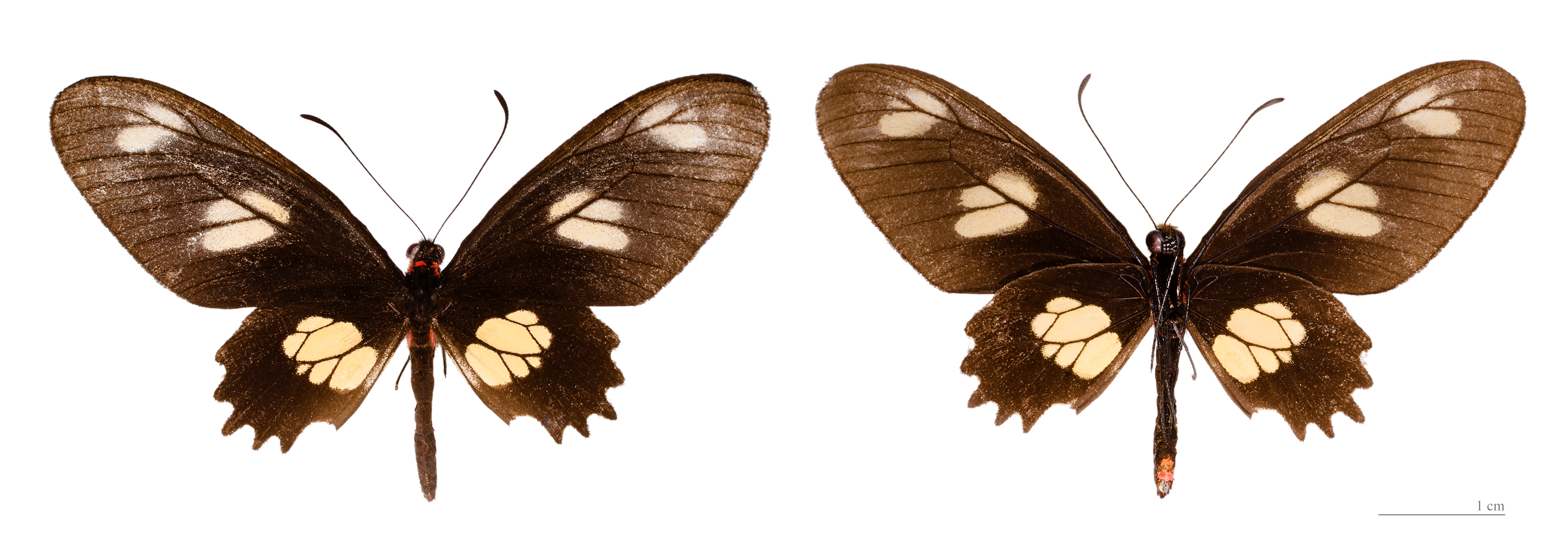
Parides chabrias ygdrasilla ♀

## Description
Parides chabrias est un papillon marron iridescent, avec une ornementation jaune pâle sous forme de points aux antérieures et d'un flaque aux postérieures, grande et disposée en position centrale chez Parides chabrias chabrias, disposée plus bas chez Parides chabrias ygdrasilla, de petite taille chez Parides chabrias mithras et de très petite taille chez Parides chabrias maraojara.

## Biologie
Parides chabrias vole de Mai à juillet.

### Plantes hôtes
Les plantes hôtes de sa chenille sont des aristoloches Aristolochia acutifolia, Aristolochia burchelli et Aristolochia didyma.

## Écologie et distribution
Il est présent en Guyane, au Venezuela, en Colombie, en Équateur, au Brésil et au Pérou.

### Biotope
Parides chabrias réside dans la forêt tropicale.

### Protection
Pas de statut de protection particulier.